# Onzain
Onzain és un municipi francès, situat al departament del Loir i Cher i a la regió de Centre – Vall del Loira. L'any 2007 tenia 3.411 habitants.

## Demografia

### Població
El 2007 la població de fet d'Onzain era de 3.411 persones. Hi havia 1.408 famílies, de les quals 404 eren unipersonals (164 homes vivint sols i 240 dones vivint soles), 492 parelles sense fills, 416 parelles amb fills i 96 famílies monoparentals amb fills.
La població ha evolucionat segons el següent gràfic:
Habitants censats

### Habitatges
El 2007 hi havia 1.810 habitatges, 1.445 eren l'habitatge principal de la família, 257 eren segones residències i 108 estaven desocupats. 1.490 eren cases i 168 eren apartaments. Dels 1.445 habitatges principals, 1.021 estaven ocupats pels seus propietaris, 392 estaven llogats i ocupats pels llogaters i 32 estaven cedits a títol gratuït; 26 tenien una cambra, 97 en tenien dues, 326 en tenien tres, 403 en tenien quatre i 593 en tenien cinc o més. 1.066 habitatges disposaven pel capbaix d'una plaça de pàrquing. A 670 habitatges hi havia un automòbil i a 578 n'hi havia dos o més.

### Piràmide de població
La piràmide de població per edats i sexe el 2009 era:
| Homes | Edats   | Dones |
| ----- | ------- | ----- |
| 8     | 95 o +  | 8     |
| 0     | 90 a 94 | 28    |
| 40    | 85 a 89 | 68    |
| 24    | 80 a 84 | 40    |
| 68    | 75 a 79 | 112   |
| 92    | 70 a 74 | 88    |
| 104   | 65 a 69 | 144   |
| 68    | 60 a 64 | 84    |
| 52    | 55 a 59 | 56    |
| 92    | 50 a 54 | 88    |
| 124   | 45 a 49 | 108   |
| 100   | 40 a 44 | 112   |
| 124   | 35 a 39 | 100   |
| 80    | 30 a 34 | 100   |
| 92    | 25 a 29 | 88    |
| 40    | 20 a 24 | 68    |
| 64    | 15 a 19 | 88    |
| 88    | 10 a 14 | 116   |
| 124   | 5 a 9   | 64    |
| 56    | 0 a 4   | 96    |

## Economia
El 2007 la població en edat de treballar era de 2.004 persones, 1.491 eren actives i 513 eren inactives. De les 1.491 persones actives 1.356 estaven ocupades (687 homes i 669 dones) i 135 estaven aturades (68 homes i 67 dones). De les 513 persones inactives 211 estaven jubilades, 158 estaven estudiant i 144 estaven classificades com a «altres inactius».

### Ingressos
El 2009 a Onzain hi havia 1.486 unitats fiscals que integraven 3.504 persones, la mediana anual d'ingressos fiscals per persona era de 17.908 €.

### Activitats econòmiques
Dels 155  establiments que hi havia el 2007, 1 era d'una empresa extractiva, 5 d'empreses alimentàries, 8 d'empreses de fabricació d'altres productes industrials, 23 d'empreses de construcció, 30 d'empreses de comerç i reparació d'automòbils, 6 d'empreses de transport, 15 d'empreses d'hostatgeria i restauració, 1 d'una empresa d'informació i comunicació, 7 d'empreses financeres, 6 d'empreses immobiliàries, 20 d'empreses de serveis, 23 d'entitats de l'administració pública i 10 d'empreses classificades com a «altres activitats de serveis».
Dels 47 establiments de servei als particulars que hi havia el 2009, 1 era una oficina d'administració d'Hisenda pública, 1 gendarmeria, 1 oficina de correu, 3 oficines bancàries, 5 tallers de reparació d'automòbils i de material agrícola, 1 taller d'inspecció tècnica de vehicles, 1 autoescola, 3 paletes, 3 guixaires pintors, 3 fusteries, 5 lampisteries, 6 electricistes, 3 perruqueries, 1 veterinari, 7 restaurants, 2 agències immobiliàries i 1 saló de bellesa.
Dels 15 establiments comercials que hi havia el 2009, 1 era un hipermercat, 1 un supermercat, 2 fleques, 2 carnisseries, 1 una peixateria, 2 botigues de roba, 1 una botiga de roba, 1 una botiga d'electrodomèstics, 1 una perfumeria i 3 floristeries.
L'any 2000 a Onzain hi havia 27 explotacions agrícoles que ocupaven un total de 1.411 hectàrees.

## Equipaments sanitaris i escolars
El 2009 hi havia 1 farmàcia i 1 ambulància.
El 2009 hi havia 1 escola maternal i 1 escola elemental. Onzain disposava d'un col·legi d'educació secundària amb 659 alumnes.

## Poblacions més properes
El següent diagrama mostra les poblacions més properes.